# Gundakanal, Muddebihal
Gundakanal là một làng thuộc tehsil Muddebihal, huyện Bijapur, bang Karnataka, Ấn Độ.